# Das fröhliche Dutzend
Das fröhliche Dutzend ist ein Kinderchor aus Bad Nenndorf in Niedersachsen. Das fröhliche Dutzend ist seit 1978 ein Projekt des deutschen Kinderliedermachers Jürgen Albrecht. Es hat bereits über 900 Konzerte in 17 Ländern gesungen. Die Mitglieder sind meist zwischen 10 und 20 Jahren alt und singen auf Stadt- und Straßenfesten. Neun CDs konnten veröffentlicht werden, darunter eine Goldene Schallplatte. Bisher waren rund 140 Kinder in das Projekt involviert, das jüngste war zwei Jahre alt.

## Diskographie

### Kassetten
- Hurra Ferien (1990)

### CDs
- Die Hochzeit der Mäuse, Hörspiel
- Alle Kinder waren artig (1998)
- Jeder braucht einen Freund (1999)
- Wir singen gern (2000)
- Kinderparty (2000)
- Ich mag dich (2002)
- Kinder wie Du und ich (2006)
- Kinderlieder [Children's Songs] (2007)
- Hurra Ferien (2009)

### Compilation-Gäste
- Kinder Party-Knüller (2004)
- Divers – Kinderlieder zum Mitsingen (2010)